# 青色革命
『青色革命』（あおいろかくめい）は、1953年6月10日に公開された日本映画。製作、配給は東宝。モノクロ、スタンダード。上映時間は107分。照明を担当した石井長四郎が日本映画技術賞照明賞を受賞している。

## 製作
- 藤本真澄が持ち込んだ企画で、前作『プーサン』の企画を快諾して貰った返礼として市川崑が監督を担当した。市川が監督になった時には、猪俣勝人が書き上げた脚本が完成しており、市川は石川達三の原作を読んでから脚本を読み始めたが、服装や時系列が曖昧なのに話は面白くできている猪俣の脚本に、若干の戸惑いを覚えたという[1]。本作で木下恵介監督の『善魔』でデビューした三國連太郎を初めて起用している。

## スタッフ
- 製作：藤本真澄
- 原作：石川達三
- 脚本：猪俣勝人
- 音楽：黛敏郎
- 撮影：玉井正夫
- 美術：村木忍
- 編集：坂東良治
- 録音：下永尚
- 照明：石井長四郎
- チーフ助監督：丸林久信
- 特殊技術：東宝技術部
- 現像：東宝現像所
- 記録：土屋テル子
- 製作担当者：菅英久
- スチール：高木暢二
- エグゼクティブプロデューサー：森岩雄
- 監督：市川崑

## キャスト
- 小泉達吉：千田是也
- 小泉恒子：沢村貞子
- 小泉順平：太刀川洋一
- 小泉篤志：江原達怡
- 並木美代子：久慈あさみ
- 福沢君：三国連太郎
- 鴨井助教授：伊藤雄之助
- 犬飼武五郎：加東大介
- お須磨さん：木暮実千代
- 久松教授：中村伸郎
- 正岡総長：青山杉作
- 春江さん：田代百合子
- 五目並べ屋：山本廉
- 時計屋：高堂国典
- 大学生：加藤春哉
- 世話人：瀬良明
- 宿屋の女中：戸川夕子
- レジスター：持田和代
- 春江の母：小野松枝
- お軽：大谷廣哉
- 勘平：中村竹彌